# Transportes em Portugal

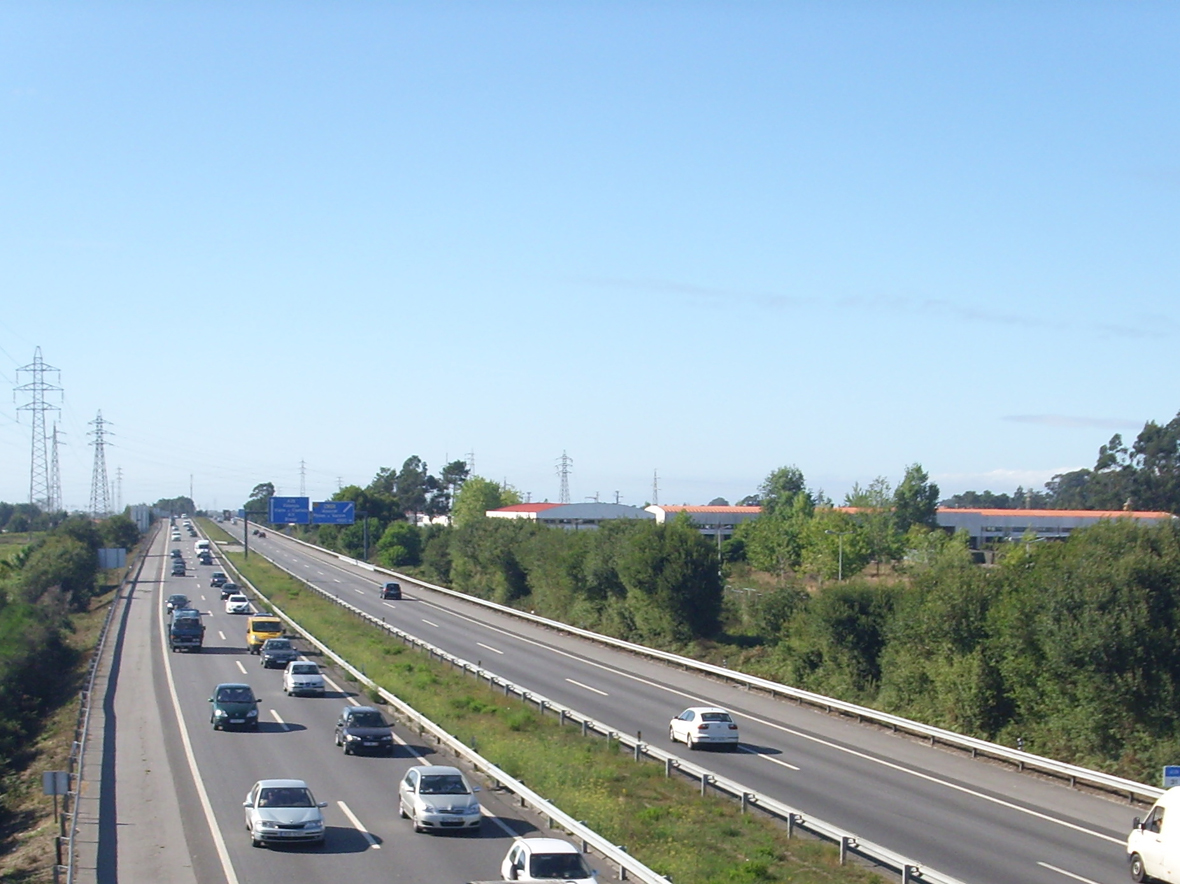
Nos anos 1990, muitas autoestradas foram construídas. Na imagem a estrada A28, na região do Grande Porto.

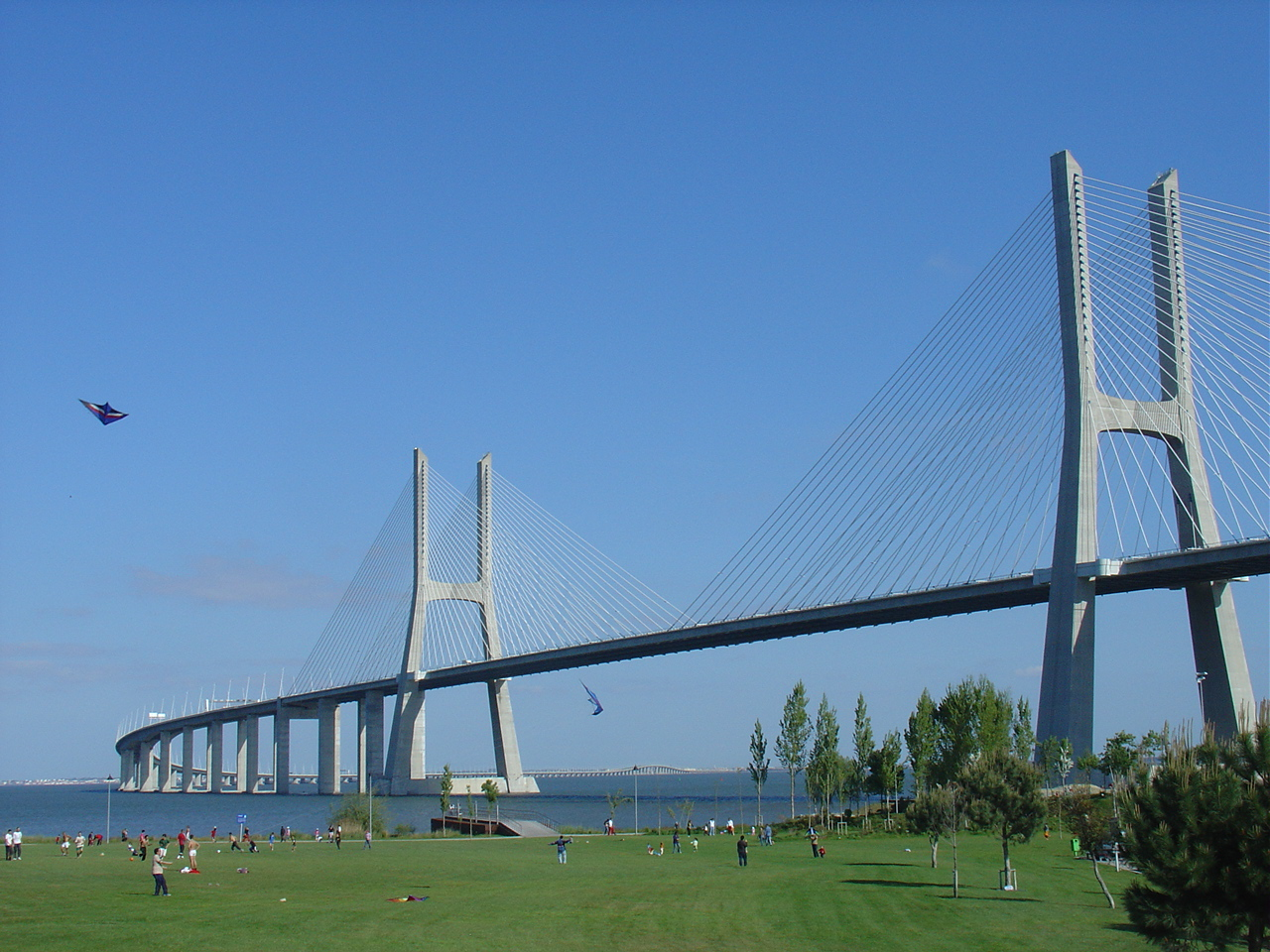
Ponte Vasco da Gama, sobre o Rio Tejo, a 2° maior da Europa.

Os transportes em Portugal foram encarados como uma prioridade na década de 1990, sobretudo devido ao aumento da utilização de veículos automóveis e à industrialização. Portugal foi um dos primeiros países do mundo a ter uma autoestrada, inaugurada em 1944, ligando Lisboa ao Estádio Nacional, a futura Autoestrada Lisboa–Cascais (atual A5). No entanto, apesar de terem sido posteriormente construídos alguns outros troços nas décadas de 1960 e 1970, só no final da década de 1980 foi iniciada a construção de autoestradas em grande escala. Hoje em dia a rede de autoestradas portuguesas é bastante desenvolvida e percorre quase todo o território, ligando todo o litoral e as principais cidades do interior, numa extensão total de aproximadamente 3000 km.[carece de fontes?]
Há ainda os Itinerários Principais (IPs) e os Itinerários Complementares (ICs) que podem ser constituídos por autoestradas, vias rápidas (estrada destinada apenas a tráfego motorizado, com cruzamentos desnivelados e de acesso restrito a nós de ligação) e estradas nacionais. O país tem 68 732 km de rede de estradas, dos quais cerca de 2600 km fazem parte de um sistema de autoestradas. Destes, cerca de 900 km não requerem o pagamento de portagens. Até 2012, a extensão da rede de autoestradas deveria aumentar até aos 3187 km[carece de fontes?].
As duas principais áreas metropolitanas têm sistemas de metropolitano: o Metro de Lisboa e o Metro Sul do Tejo na Área Metropolitana de Lisboa; e na do Porto, o Metro do Porto, cada uma com mais de 35 km de linhas

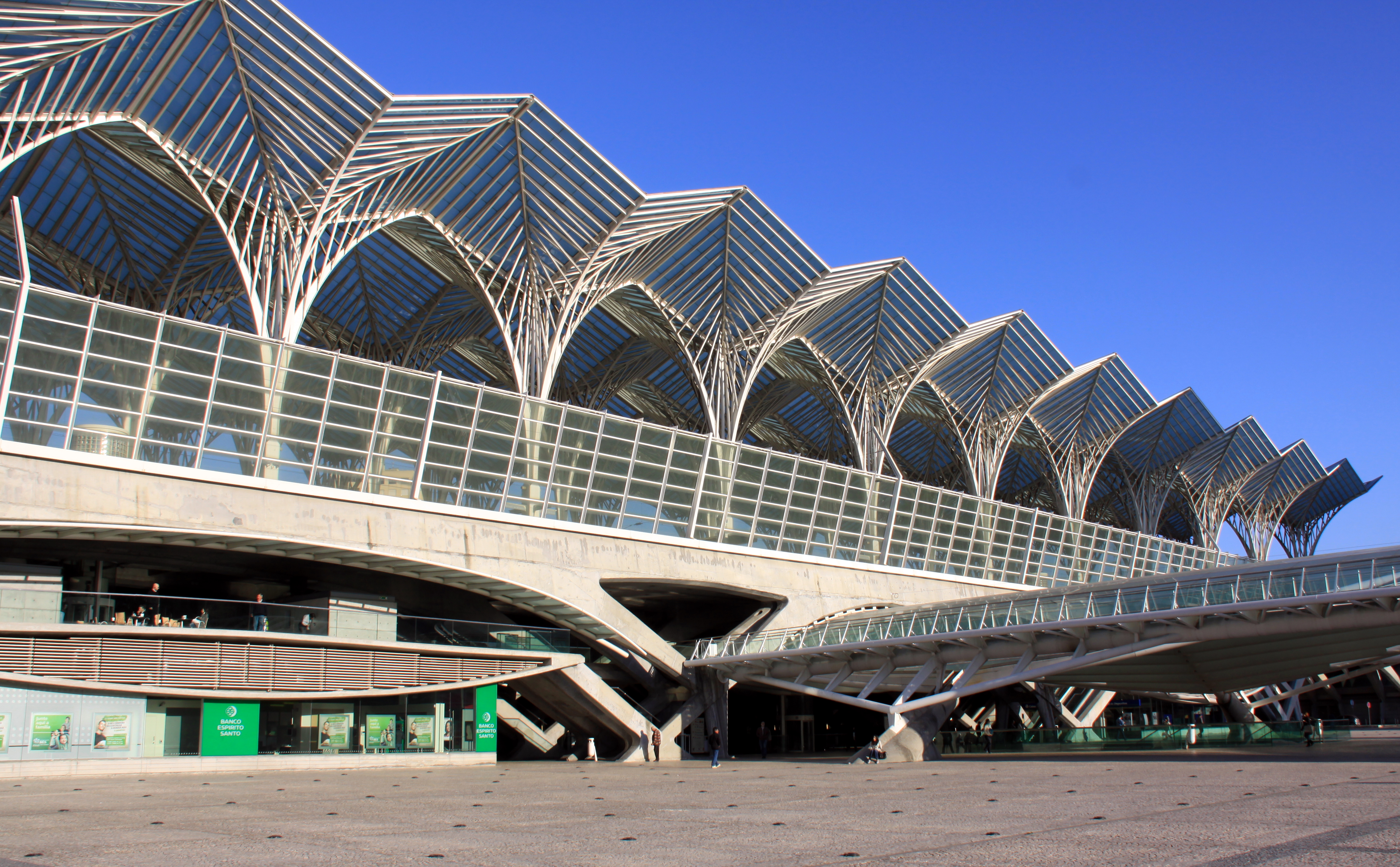
Gare do Oriente, uma das estações ferroviárias e rodoviárias mais importantes de Lisboa.

O transporte ferroviário de passageiros e mercadorias é feito utilizando os 2791 km de linhas ferroviárias atualmente em serviço, dos quais 1430 encontram-se eletrificados e aproximadamente 900 permitem velocidades de circulação superiores aos 120 km/h. A rede ferroviária é gerida pela Infraestruturas de Portugal (IP) enquanto que os transportes de passageiros e mercadorias são da responsabilidade da Comboios de Portugal (CP), ambas empresas públicas. Em 2006 a CP transportou 133 milhões de passageiros e 9,75 milhões de toneladas de mercadorias.
A fase de concurso para a construção e exploração de uma rede ferroviária de alta velocidade, com as ligações Lisboa–Madrid, Lisboa–Porto e Porto–Vigo, terá início em 2008 para a primeira, enquanto os concursos para as ligações Lisboa–Porto e Porto–Vigo foram adiados em consequência da atual crise financeira. A exploração deverá começar em 2013 nas ligações Lisboa–Madrid e em 2015 na ligação Lisboa–Porto. O investimento previsto para estas três ligações é de 7790 milhões de euros. Em estudo estão mais duas linhas de alta velocidade: Aveiro–Salamanca e Évora–Faro.
Lisboa tem uma posição geográfica que a torna num ponto de escala para muitas companhias aéreas estrangeiras nos aeroportos em todo o país. O Governo está atualmente a estudar o projeto para a construção de um novo Aeroporto Internacional em Alcochete, para substituir o atual aeroporto da Portela, em Lisboa. Atualmente, os aeroportos mais importantes são os aeroportos de Lisboa (Portela), Faro, Porto (Francisco Sá Carneiro), Funchal (Madeira) e Ponta Delgada (João Paulo II - Açores).[carece de fontes?]

## Transporte aéreo

### Aeroportos
- Aeroporto de Lisboa
- Aeroporto do Porto
- Aeroporto de Faro
- Aeroporto da Madeira
- Aeroporto do Porto Santo
- Aeroporto de Ponta Delgada
- Aeroporto da Horta
- Aeroporto de Santa Maria
- Aeroporto das Flores
- Aeroporto de Beja

## Transporte marítimo
- Transtejo
- Soflusa

## Transporte rodoviário

### Autoestradas
Em Portugal, a rede nacional de autoestradas apresentava, em 2019, uma extensão total de 3.065 km, tendo assim a 4° maior rede de autoestradas na Europa, estando somente atrás de países como Espanha, Alemanha e França, e o segundo país europeu com a maior rede de autoestradas por habitante, estando somente atrás da Espanha.
As principais autoestradas são a A1, ligando Lisboa ao Porto, as duas maiores áreas metropolitanas do país, a A2, ligando Lisboa ao sul do país, com as regiões do Alentejo e do Algarve, a A3, ligando o Porto com as principais cidades do norte litoral, como Vila Nova de Famalicão e Braga, até chegar à Espanha, a A4, ligando o Porto com Bragança, até chegar à Espanha, atravessando toda a região nortenha, do litoral ao interior, a A23, ligando Torres Novas, no Médio Tejo, à Guarda, nas Beiras e Serra da Estrela, atravessando todo o interior da região Centro e ligando cidades como Castelo Branco e Covilhã, e a A25, ligando as cidades de Aveiro, Viseu e a Guarda, até chegar à Espanha, ligando o litoral com o interior do Centro.

## Transporte ferroviário

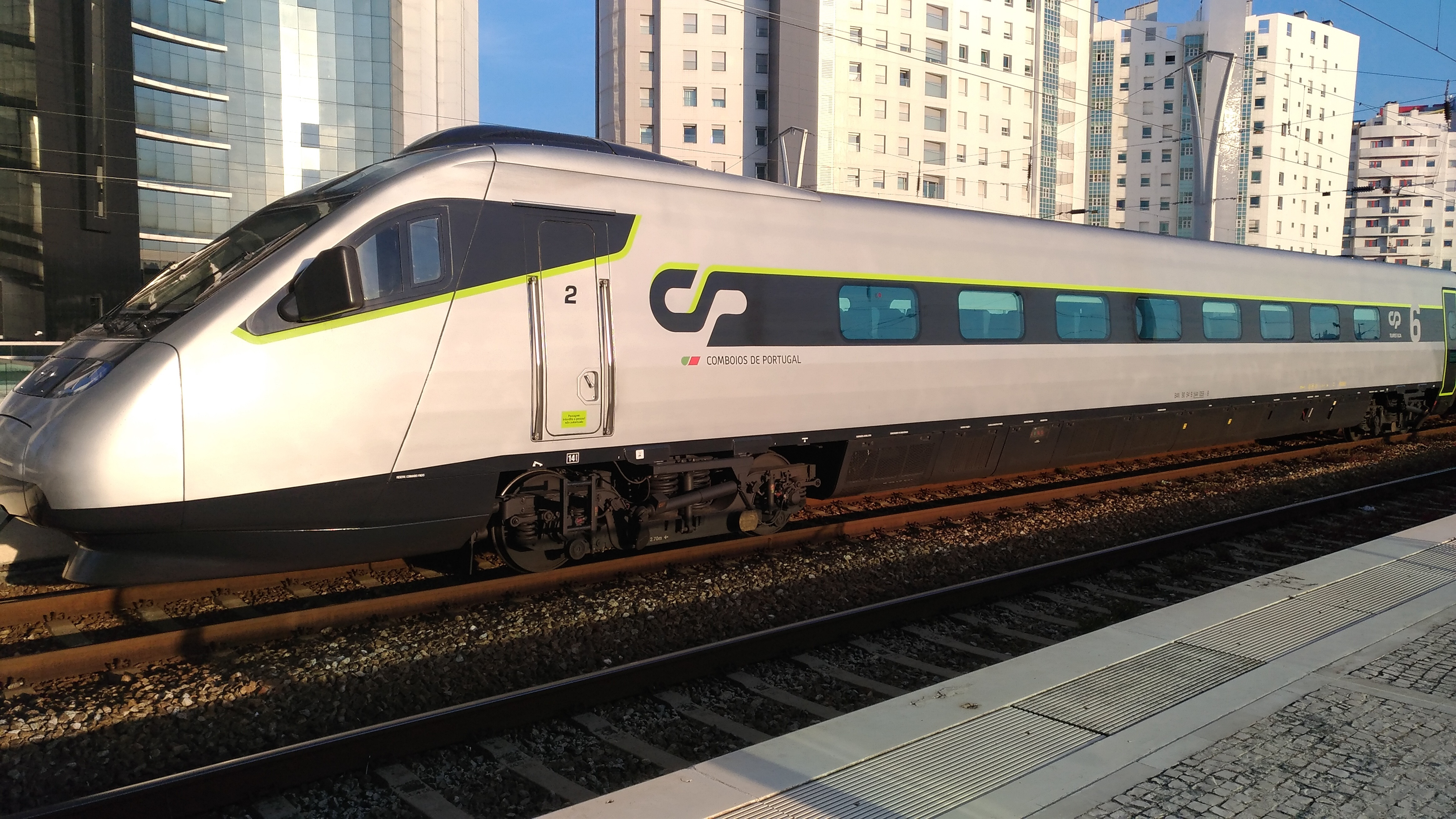
Comboio (trem) Alfa Pendular, o meio de transporte mais rápido (220 km/h) e confortável em Portug

O transporte ferroviário em Portugal é composto, essencialmente, pelas infraestruturas de via e apoio ao tráfego, cuja gestão está entregue à empresa Infraestruturas de Portugal, e pela exploração de passageiros e carga, efetuada, principalmente, pela operadora Comboios de Portugal, e por outras empresas, como a Medway e Fertagus. A rede ferroviária nacional é composta por linhas e ramais (em exploração e não exploradas) com uma extensão total de 3.621,6 km. 70% da rede ferroviária encontra-se em exploração, o que corresponde a uma extensão de 2.526 km, dos quais 1.916 km em via única e 610 km em via múltipla. A extensão de rede eletrificada 1.791,2 km, corresponde a 70,8% do total da rede em exploração.

### Longo Curso

#### Alta Velocidade
Linha de Alta Velocidade Porto–Lisboa
Linha de Alta Velocidade Porto–Vigo
Linha de Alta Velocidade Lisboa–Madrid

### Urbanos

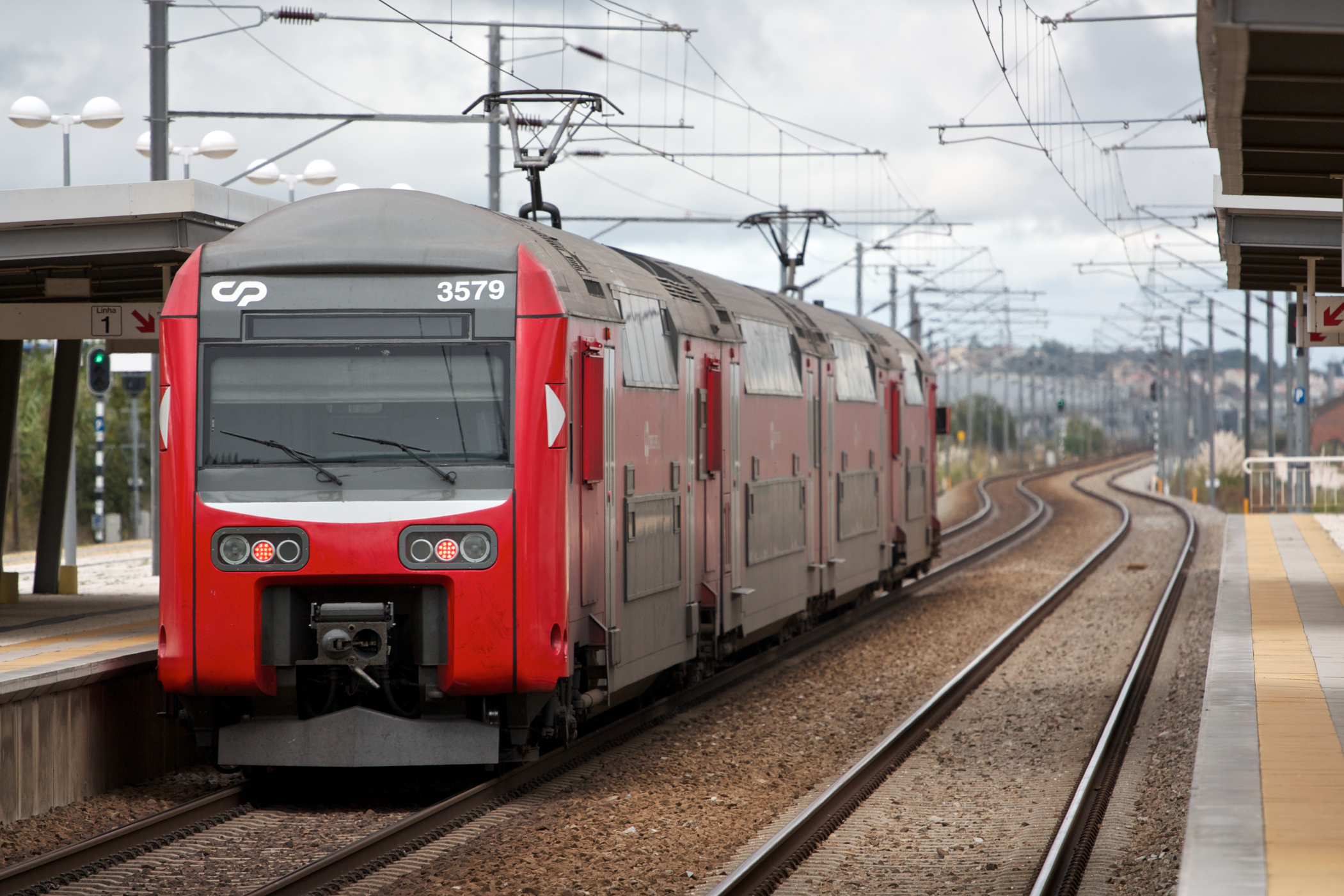
Um comboio urbano no apeadeiro de Vila Nova da Rainha, na Azambuja

Rede dos Urbanos de Lisboa

Portugal tem três cidades com redes de comboios urbanos. É um meio de transporte de alta frequência e de alta capacidade. De acordo com dados da Pordata, este meio de transporte representa no ano de 2019 mais de 270 milhões de passageiros em todo o país.

#### Urbanos de Lisboa
A CP Lisboa, fazendo parte da CP Urbanos, é o serviço ferroviário explorado pela CP que presta serviços ferroviários a partir da cidade de Lisboa, servindo quase todas as cidades e municípios da sua área metropolitana. A rede é constituída por quatro linhas que ligam os municípios de Amadora, Barreiro, Cascais, Loures, Moita, Oeiras, Palmela, Setúbal, Sintra e Vila Franca de Xira com a capital e entre si.
Tem uma extensão total de 164,4 km, é a segunda maior rede de urbanos de Portugal, a seguir dos Urbanos do Porto. A rede é totalmente eletrificada e duplicada, em troços com muito movimento quadruplicada, servindo 67 estações e apeadeiros, transportando no ano de 2019 mais de 100 milhões de passageiros.
Na cidade de Lisboa, a rede dos comboios urbanos têm várias correspondências com o Metro de Lisboa, por exemplo com a Linha Amarela na estação de Entrecampos, com a Linha Azul nas estações da Reboleira, Sete Rios, Rossio e Santa Apolónia, com a Linha Verde nas estações de Roma, Areeiro e Cais do Sodré e com a Linha Vermelha na estação do Oriente, tendo assim nove estações com correspondência com o Metro de Lisboa. Existem também várias correspondências pela área metropolitana com os autocarros da Carris (em Lisboa), da Carris Metropolitana, da MobiCascais (em Cascais) e dos TCB (no Barreiro).
A Linha da Azambuja liga a estação de Santa Apolónia, no centro de Lisboa, com a estação da Azambuja, situada na Lezíria do Tejo, pertencendo à Região do Centro. Tem uma extensão total de 46,9 km, tendo 16 estações e apeadeiros ao longo do seu percurso, e, atravessa os municípios de Lisboa, Loures, Vila Franca de Xira e Azambuja, aproximando assim as grandes áreas urbanas e industriais no noroeste de Lisboa e ligando assim o noroeste da Área Metropolitana de Lisboa. Nesta linha existem três tipos de serviços: os serviços regulares de Santa Apolónia à Azambuja, o serviço Castanheira do Ribatejo a Alcântara-Terra e o serviço Alverca a Sintra, sendo oferecido às horas de ponta, num serviço híbrido entre esta linha e a Linha de Sintra.
A Linha de Sintra liga as estações do Oriente ou do Rossio, ambas em Lisboa, com as estações de Sintra ou de Mira Sintra-Meleças, dependendo do tipo de serviço.
A Linha de Cascais liga as estações no concelho de Cascais e Oeiras (Portugal) ao Cais do Sodré. Em Oeiras (Portugal), e recorrendo aos autocarros da Carris Metropolitana e a um shuttle, é possível ligar aos parques empresariais do Lagoas Park e do Taguspark.
Por fim, a Linha do Sado faz a ligação entre o Barreiro e as Praias do Sado-A, passando por Moita, Palmela e Setúbal. Num lado, a linha dá ligação ao barco da Transtejo Soflusa que liga o Barreiro ao Terreiro do Paço, em Lisboa, enquanto que no outro lado, a ligação nas Praias do Sado-A dá acesso ao campus do Instituto Politécnico de Setúbal.

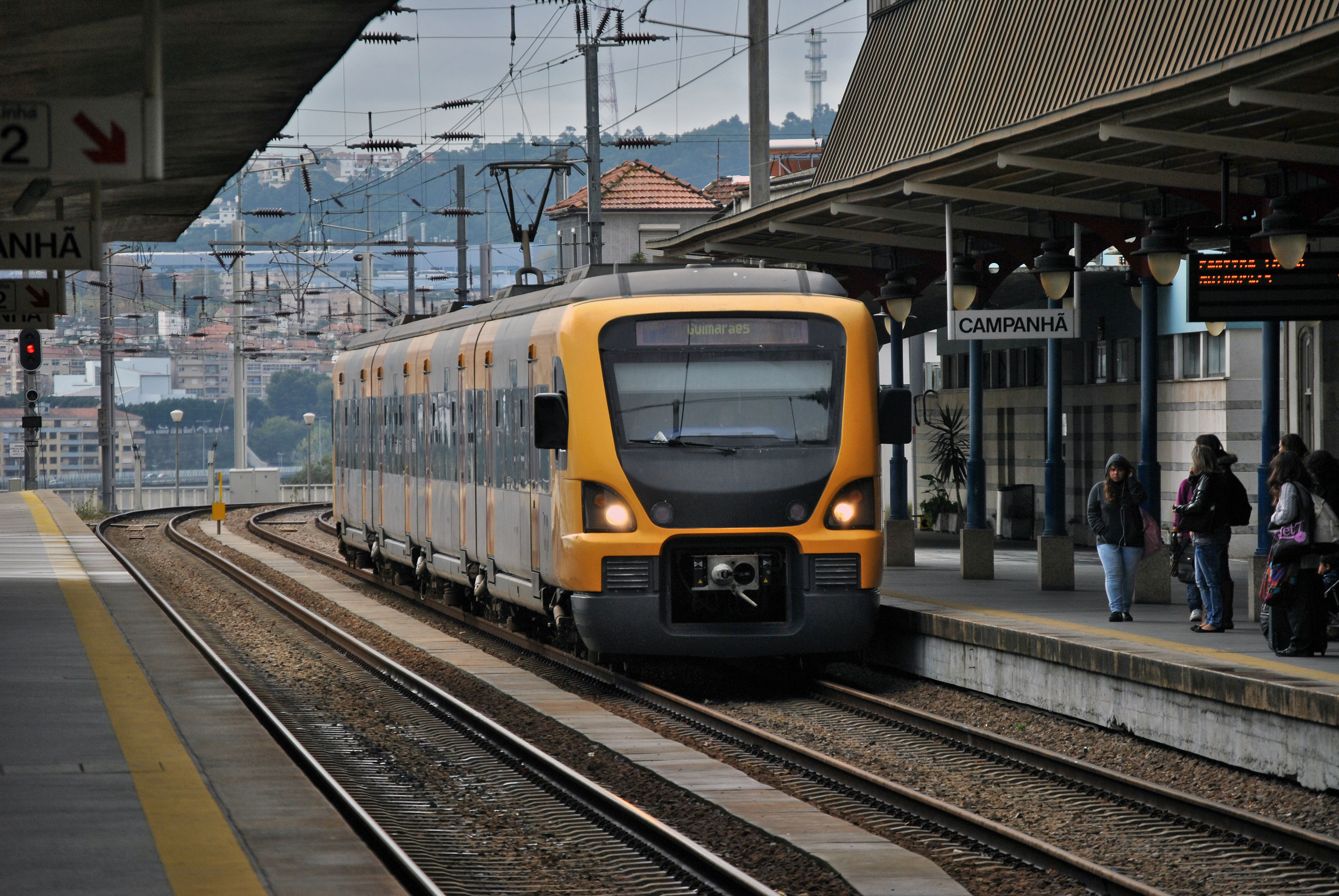
Um comboio urbano na estação de Campanhã, no Porto

#### Urbanos do Porto

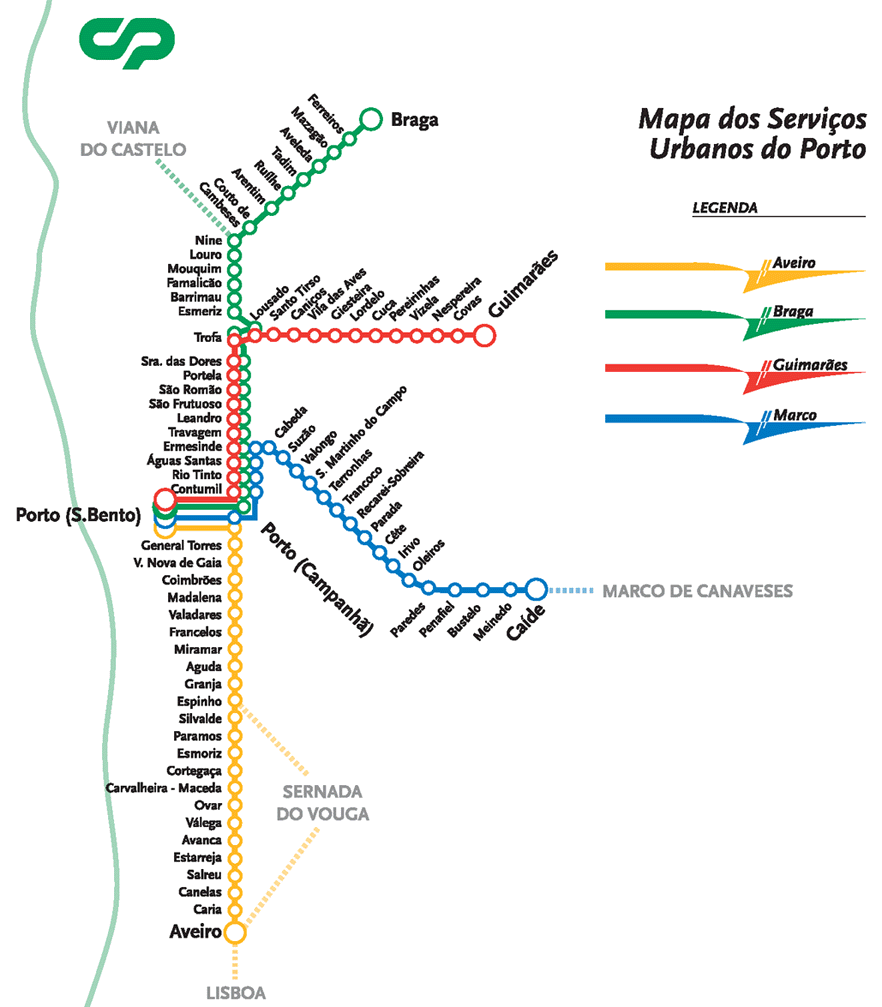
Rede dos Urbanos do Porto

A CP Porto, fazendo parte da CP Urbanos, é o serviço ferroviário explorado CP, que presta serviços ferroviários a partir da cidade do Porto, servindo quase todas as cidades e municípios da sua área metropolitana e de sub-regiões próximas, como o Ave, Cávado, Região de Aveiro e Tâmega e Sousa. A rede é constituída por quatro linhas, geridas pela empresa pública CP, ligando os municípios de Amarante, Aveiro, Barcelos, Braga, Espinho, Estarreja, Vila Nova de Famalicão, Gondomar, Guimarães, Lousada, Maia, Marco de Canaveses, Ovar, Paredes, Penafiel, Santo Tirso, Trofa, Valongo, Vila Nova de Gaia e Vizela com a cidade do Porto, servindo uma população superior a 2,1 milhões de habitantes.
Tem uma extensão total de 204,7 km, sendo a maior rede de urbanos de Portugal. A rede é totalmente eletrificada e maioritariamente duplicada, em troços com muito movimento quadruplicada, servindo 82 estações e apeadeiros, transportando no ano de 2019 mais de 23 milhões de passageiros.
Na cidade do Porto, a rede dos comboios urbanos têm várias correspondências com o Metro do Porto, por exemplo na estação de Campanhã com todas as linhas do metro, exceto a Linha D, que tem correspondência nas estações de São Bento e General Torres. Já a Linha F tem correspondência com os comboios urbanos nas estações de Contumil e Rio Tinto. Existem também várias correspondências com os autocarros da STCP dentro do Porto.
A Linha de Aveiro liga a estação de São Bento, no centro do Porto, com a estação de Aveiro, situada na Região de Aveiro, pertencendo à Região do Centro. Tem uma extensão total de 65,9 km, sendo a linha mais extensa de toda a rede, tendo 25 estações e apeadeiros ao longo do seu percurso, e, atravessa os municípios do Porto, Vila Nova de Gaia, Espinho, Ovar, Estarreja e Aveiro,  aproximando assim as grandes áreas urbanas e industriais no sul do Porto e ligando assim o litoral sul da Área Metropolitana do Porto.
Já a Linha de Braga liga a estação de São Bento, no centro do Porto, com a estação de Braga, situada no Cávado, sendo a terceira maior cidade da Região do Norte. Tem uma extensão total de 56,5 km e tem 28 estações e apeadeiros ao longo do seu percurso, atravessando os municípios do Porto, Gondomar, Maia, Valongo, Trofa, Vila Nova de Famalicão, Barcelos e Braga, aproximando assim grandes áreas urbanas e industriais no norte do Porto e e ligando assim o interior norte da Área Metropolitana do Porto.
A Linha de Guimarães liga a estação de São Bento, no centro do Porto, com a estação de Guimarães, situada no Ave, sendo uma importante cidade da Região do Norte. Tem uma extensão total de 58,3 km e tem 25 estações e apeadeiros ao longo do seu percurso, atravessando os municípios do Porto, Gondomar, Maia, Valongo, Trofa, Vila Nova de Famalicão, Santo Tirso, Vizela e Guimarães, aproximando assim grandes áreas urbanas e industriais no noroeste do Porto e e ligando assim o interior noroeste da Área Metropolitana do Porto.
Por fim, a Linha do Marco liga a estação de São Bento, no centro do Porto, com a estação de Marco de Canaveses, situada no Tâmega e Sousa, localizada numa zona com muitos jovens e estudantes da Região do Norte. Tem uma extensão de 62,6 km e tem 27 estações e apeadeiros ao longo do seu percurso, atravessando os municípios do Porto, Gondomar, Maia, Valongo, Paredes, Penafiel, Lousada, Amarante e Marco de Canaveses, aproximando assim grandes áreas urbanas e industriais no oeste do Porto e e ligando assim o interior oeste da Área Metropolitana do Porto.

#### Urbanos de Coimbra
A CP Coimbra é o serviço ferroviário explorado pela CP, fazendo parte da CP Urbanos, servindo serviços ferroviários a partir da cidade de Coimbra com a sua sub-região e com cidades próximas. A rede tem uma única linha e uma extensão total de 45,4 km, totalmente eletrificada e maioriamente duplicada, ligando a cidade de Coimbra com a cidade da Figueira da Foz, passando por Montemor-o-Velho e Soure.
Os comboios urbanos circulam por 4 municípios, prestando assim um serviço para mais de 240 mil habitantes entre as cidades de Coimbra e Figueira da Foz, passando pelas vilas de Montemor-o-Velho e Soure. Em 2019 registou-se mais de 890 mil de passageiros, o número mais elevado de sempre.

### Fertagus
Além da CP Lisboa, uma das linhas de comboios urbanos da capital é operada pela empresa privada Fertagus, esta que faz a ligação entre os concelhos de Almada, Barreiro, Palmela, Seixal e Setúbal e Lisboa.
Já em Almada e Seixal, sendo servida pela linha da empresa Fertagus e pelo Metro Sul do Tejo, a rede dos comboios urbanos e de metro ligeiro servem em comum as estações do Pragal e Corroios, com correspondência com os autocarros da Carris Metropolitana.

## Transporte urbano e metropolitano

### Metropolitano

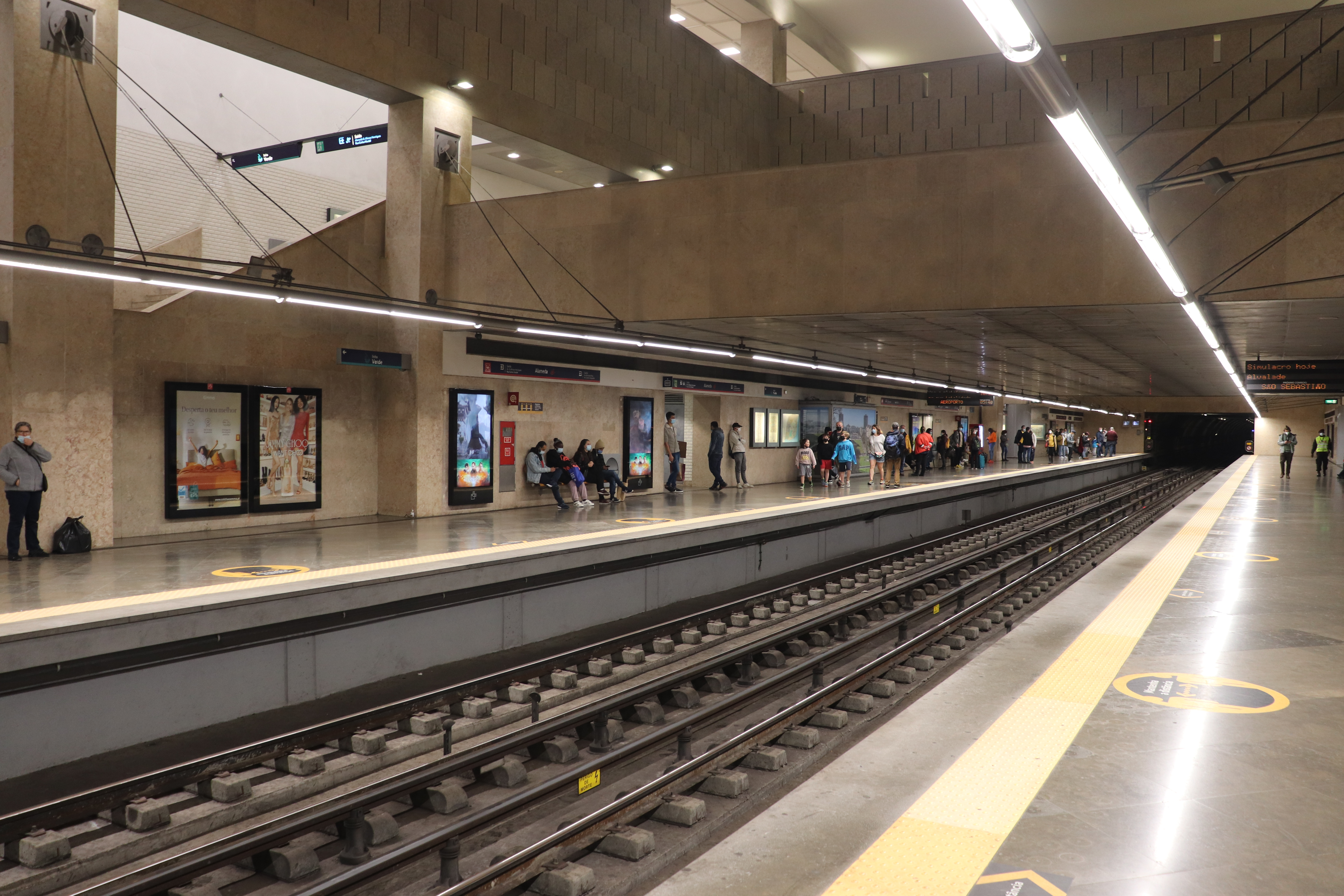
A estação de Alameda do Metropolitano de Lisboa

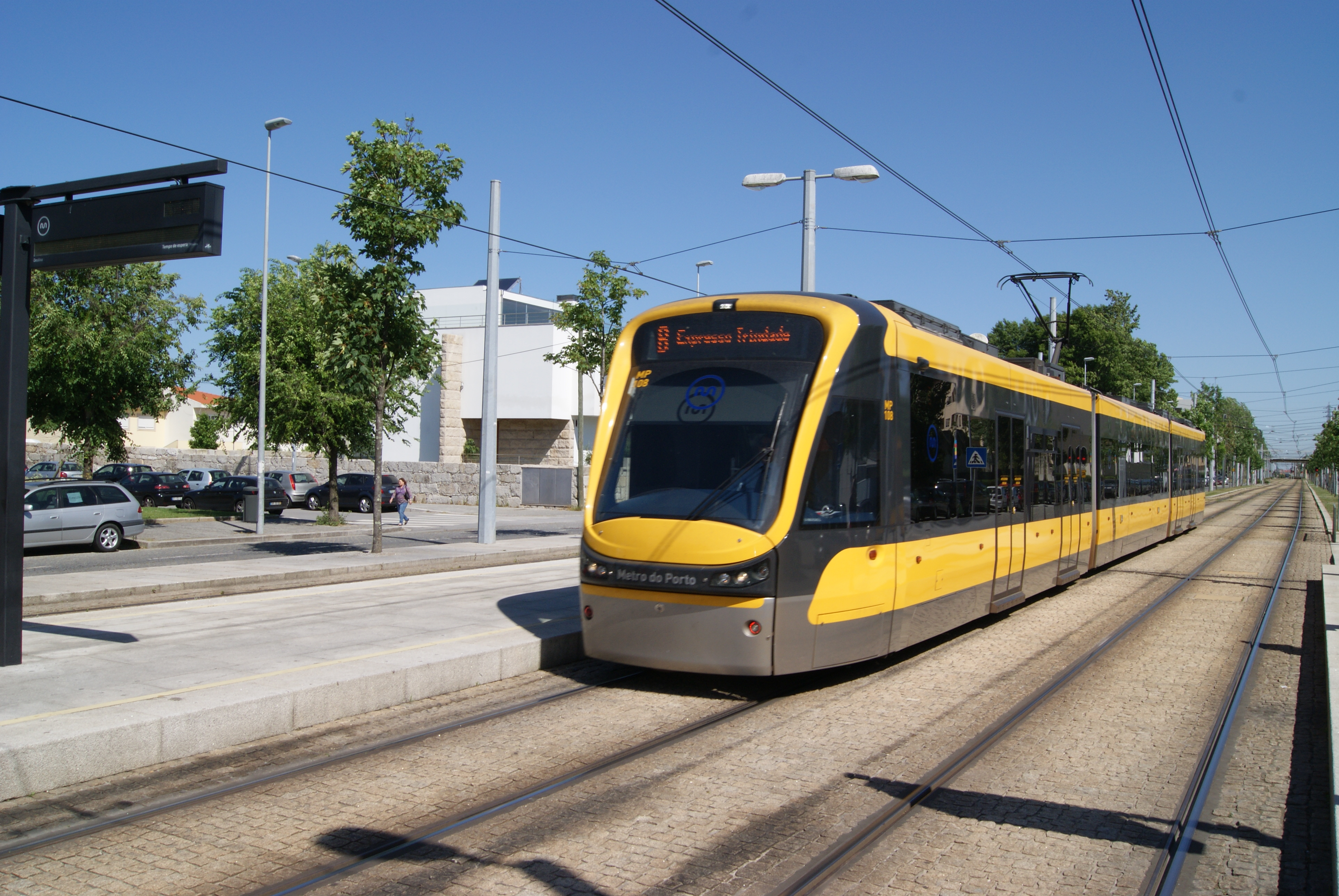
Uma composição do Metro do Porto

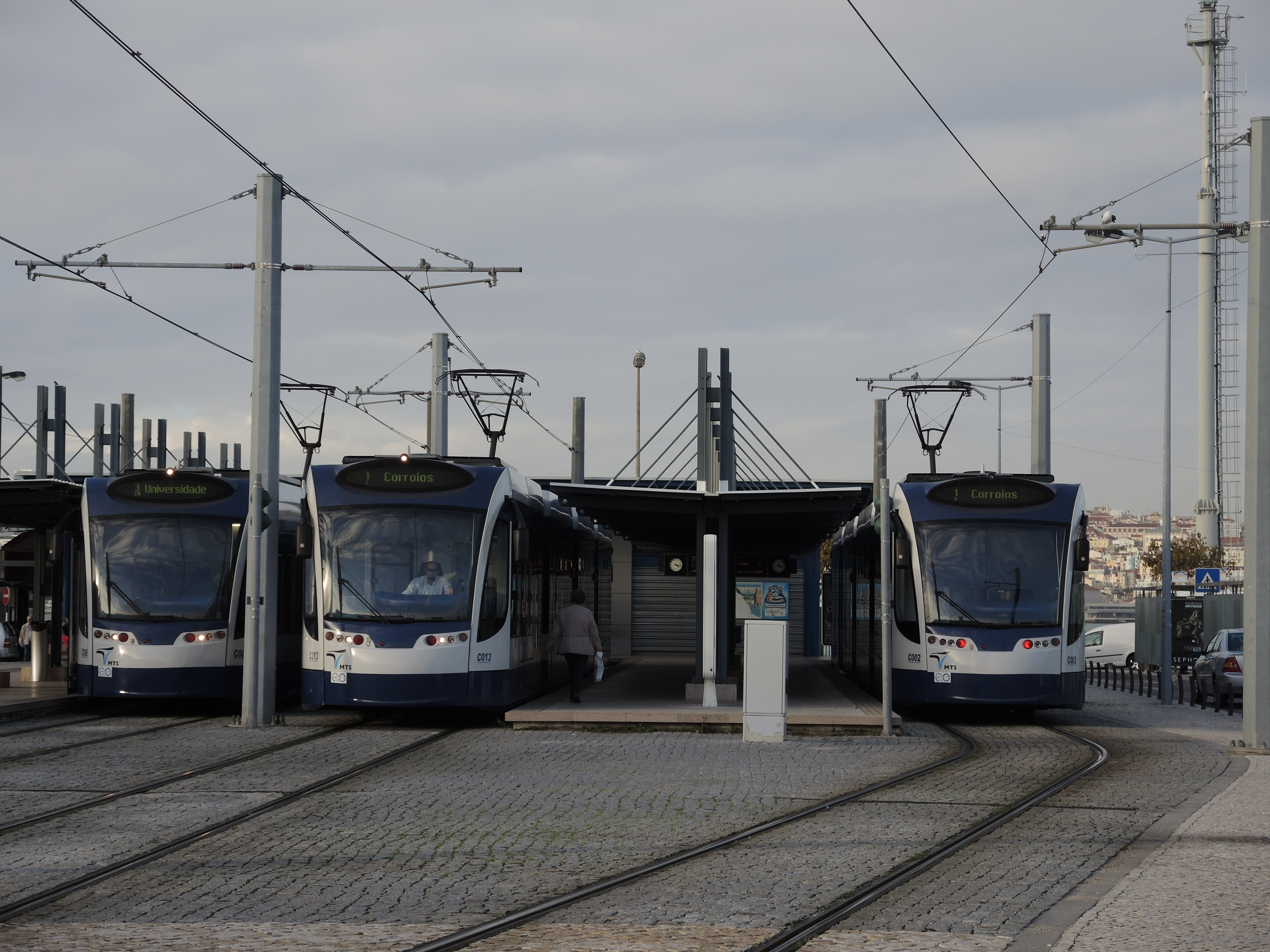
A estação de Cacilhas no Metro de Almada

Portugal tem três cidades com redes de metropolitano:
- Lisboa - Metropolitano de Lisboa
- Porto - Metro do Porto
- Almada/Seixal - Metro Sul do Tejo

É um meio de transporte de alta frequência e de alta capacidade. De acordo com dados da Pordata, este meio de transporte representa no ano de 2019 mais de 270 milhões de passageiros em todo o país.
O único sistema inteiramente segregado é o Metropolitano de Lisboa, com todos os seus troços construídos em viaduto ou túnel. No caso do Metro do Porto, parte da sua rede é segregada, com estações semelhantes às que podem ser encontradas em Lisboa, e parte apresenta características de um sistema de elétricos tradicional com estações simples à superfície. O material circulante é constituído por unidades “VLT”. No caso da rede do Metro Sul do Tejo, a frota é constituída por metros ligeiros com a infraestrutura a encontrar-se à superfície. As paragens são compostas por simples plataformas alteadas com pequenos abrigos, painéis informativos e máquinas automáticas de venda de bilhetes.

#### Metropolitano de Lisboa
O Metropolitano de Lisboa, inaugurado a 29 de dezembro de 1959, é o mais antigo de Portugal. Nessa altura, tinha uma única linha, cobrindo seis quilómetros e meio e onze estações. Desde então, o seu crescimento levou-a a tornar-se a rede mais movimentada em Portugal e a 17° da União Europeia, com 179 milhões de passageiros em 2019.
| Linha    | Linha                      | Extensão | Número de Estações | Inauguração |
| -------- | -------------------------- | -------- | ------------------ | ----------- |
| Azul     | Reboleira – Santa Apolónia | 13,7 km  | 18                 | 1959        |
| Amarela  | Odivelas – Rato            | 11,1 km  | 13                 | 1959        |
| Verde    | Telheiras – Cais do Sodré  | 08,9 km  | 13                 | 1963        |
| Vermelha | São Sebastião – Aeroporto  | 10,5 km  | 12                 | 1998        |
| TOTAL    | TOTAL                      | 44 km    | 56                 | –           |

Para além das 56 estações já existentes, espalhadas por quatro linhas (Azul, Amarela, Verde e Vermelha), está em construção a ligação entre as estações Cais do Sodré e Rato, com duas estações intermédias: Estrela e Santos. Isto irá permitir transformar a Linha Verde numa linha circular, utilizando troços da Linha Amarela.
Também será estendida a Linha Vermelha entre São Sebastião e Alcântara, com três estações intermédias: Campolide / Amoreiras, Campo de Ourique e Infante Santo. Este prolongamento deverá estar concluído até ao final de 2025.
Está também planeada a construção da Linha Violeta, uma linha de metro ligeiro com 17 estações e cerca de 12 km que irá ligar os municípios de Loures e Odivelas à estação Odivelas da Linha Amarela. Esta linha deverá estar em operação até ao final de 2026.

#### Metro do Porto
A 7 de dezembro de 2002, o Metro do Porto foi inaugurado com uma única linha, sendo a Linha A. Consistia em pouco menos de 12 quilómetros entre as estações da Trindade e Senhor de Matosinhos. A 5 de Junho de 2004, a linha foi estendida até ao Estádio do Dragão, pronta para o Campeonato Europeu de Futebol, o Euro 2004, que decorreu nesse ano em Portugal. A rede ganhou 3,8 km de linha e 5 novas estações no centro do Porto, em túnel subterrâneo aberto propositadamente para o metro.
Com mais de seis linhas (Linha A, Linha B, Linha C, Linha D, Linha E e Linha F) e 82 estações, é a rede de metro mais extensa, com mais linhas e com mais estações em todo o território nacional. Continuando a servir cada vez mais o centro da cidade do Porto com os municipios arredores, existem algumas extensões e novas linhas em construção.
| Linha | Linha                                    | Extensão | Número de Estações | Inauguração            |
| ----- | ---------------------------------------- | -------- | ------------------ | ---------------------- |
|       | Estádio do Dragão ↔ Senhor de Matosinhos | 15,6 km  | 23                 | 07 de dezembro de 2002 |
|       | Estádio do Dragão ↔ Póvoa de Varzim      | 33,6 km  | 36                 | 13 de março de 2005    |
|       | Campanhã ↔ ISMAI                         | 20,8 km  | 24                 | 30 de junho de 2005    |
|       | Hospital São João ↔ Vila D'Este          | 11,6 km  | 19                 | 18 de setembro de 2005 |
|       | Trindade ↔ Aeroporto                     | 13,1 km  | 16                 | 27 de maio de 2006     |
|       | Fânzeres ↔ Senhora da Hora               | 16,4 km  | 24                 | 02 de janeiro de 2011  |
|       | Casa da Música ↔ São Bento               | 2,5 km   | 4                  | prevista para 2025     |
|       | Casa da Música ↔ Santo Ovídio            | 6,3 km   | 8                  | prevista para 2026     |
| TOTAL | TOTAL                                    | 72,6 km  | 85                 | –                      |

A futura Linha G ou Linha Rosa está a ser construída entre as estações da Casa da Música e São Bento, servindo as duas estações por uma ligação direta e ligando melhor a Baixa do Porto ao metro. Com a nova linha irão ser acrescentados mais 3 km à rede e duas novas estações: Galiza e Hospital Santo António.
Também será construída a Linha H, ou Linha Rubi, que será a segunda linha de metro ligando a cidade do Porto com Vila Nova de Gaia, passando pelo Rio Douro. Irá aumentar a extensão da rede em 6,3 quilómetros e criando mais seis novas estações: Campo Alegre, Arrábida, Candal, Rotunda, Devesas, Soares dos Reis.
Assim, o Metro do Porto terá uma rede com perto de 80 km de extensão e servirá 93 estações.

#### Metro Sul do Tejo
Explorado pela Metro Transportes do Sul, foi inaugurado dia 1 de maio de 2007.
| Linha | Linha                   | Extensão | Número de Estações | Inauguração            |
| ----- | ----------------------- | -------- | ------------------ | ---------------------- |
| 1     | Cacilhas ↔ Corroios     | 7,15 km  | 13                 | 30 de abril de 2007    |
| 2     | Corroios ↔ Pragal       | 5,5 km   | 9                  | 30 de abril de 2007    |
| 3     | Cacilhas ↔ Universidade | 6,7 km   | 12                 | 15 de dezembro de 2007 |
| TOTAL | TOTAL                   | 13,5 km  | 19                 | –                      |

### Lista
| Metro                   | Ano de Inauguração | Extensão | Número de Estações | Número de Linhas | Passageiros (2019) |
| ----------------------- | ------------------ | -------- | ------------------ | ---------------- | ------------------ |
| Metropolitano de Lisboa | 1959               | 44,2 km  | 56                 | 4                | 183 milhões        |
| Metro do Porto          | 2002               | 72,6 km  | 85                 | 6                | 71 milhões         |
| Metro Sul do Tejo       | 2007               | 13,5 km  | 19                 | 3                | 15 milhões         |
| TOTAL                   | TOTAL              | 124,7 km | 157                | 13               | 270 milhões        |

### Autocarros
- Urbanos de Vila Real
- Transportes Urbanos de Braga
- Transportes Urbanos de Guimarães
- Sociedade de Transportes Colectivos do Porto
- UNIR Mobilidade
- Transdev
- MUV
- Rodoviária do Tejo
- Carris Metropolitana
- Carris
- MobiCascais
- Transportes Coletivos do Barreiro
- Rodoviária do Alentejo
- Vai e Vem
- EVA Transportes
- Rodoviária Nacional (extinta)